# Deutsche Freie-Partie-Meisterschaft 1956/57

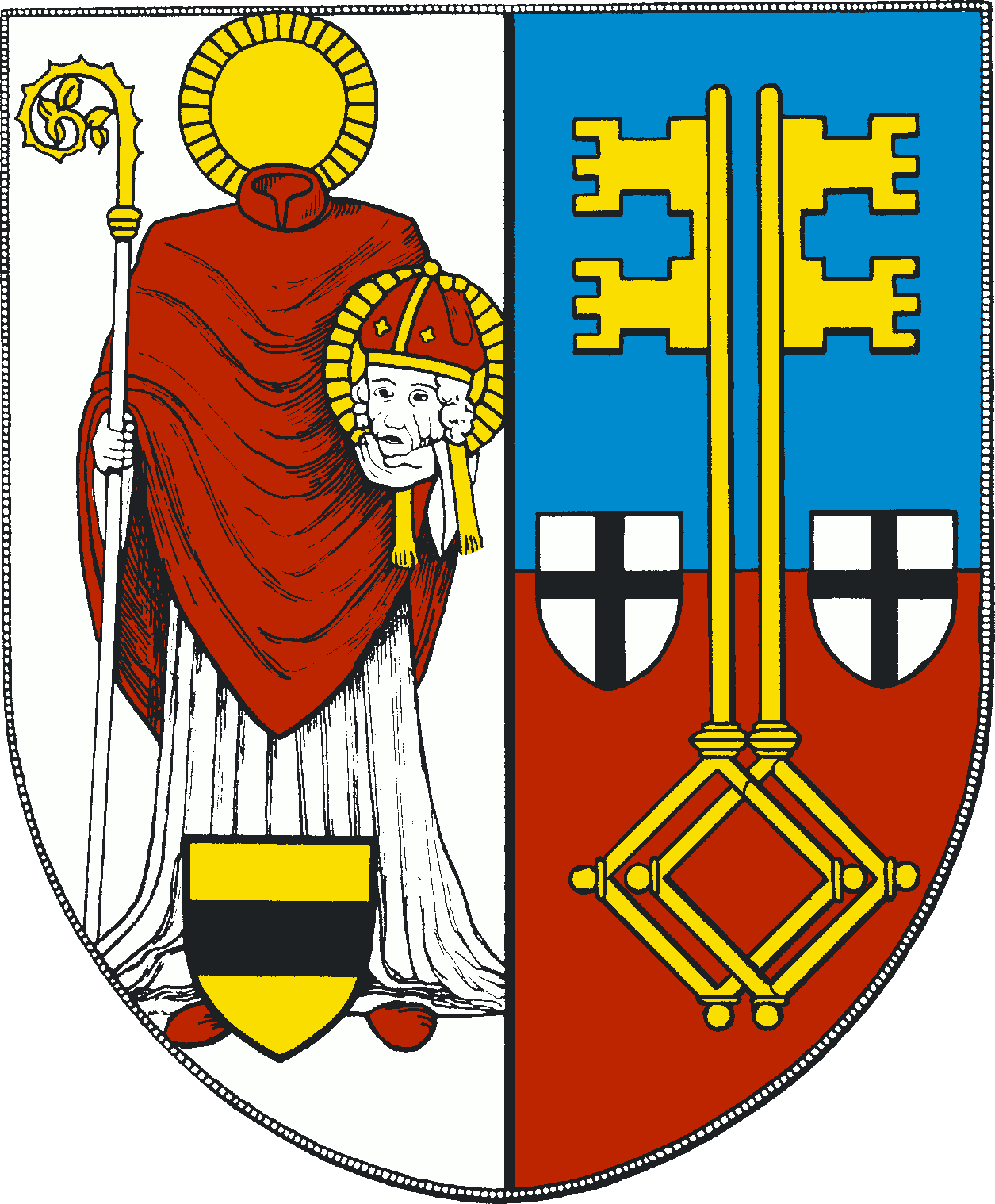
Veranstaltungsort: Krefeld

Die Deutsche Freie-Partie-Meisterschaft 1956/57 ist eine Billard-Turnierserie und fand vom 28. bis zum 31. März 1957 in Krefeld zum sechsten Mal statt.

## Geschichte
Nach vier zweiten Plätzen gewann der Düsseldorfer Siegfried Spielmann endlich seinen ersten Deutschen Meistertitel in der Freien Partie. Bis auf eine Partie gegen den Gelsenkirchener Walter Zill, in der er 20 Aufnahmen zum Sieg benötigte, beherrschte Spielmann das Turnier, in dem er alle Partien überlegen gewann. Platz zwei belegte der junge Essener Norbert Witte vor dem Kölner Routinier Josef Bolz.

## Modus
Gespielt wurde im Round-Robin-Modus bis 500 Punkte. Die Endplatzierung ergab sich aus folgenden Kriterien:
1. Matchpunkte
2. Generaldurchschnitt (GD)
3. Höchstserie (HS)

## Abschlusstabelle
| MP    | Match Points (Sieger = 2; Unentschieden = 1; Verlierer = 0) |
| Pkte. | Erzielte Karambolagen                                       |
| Aufn. | Benötigte Versuche                                          |
| GD    | Generaldurchschnitt                                         |
| BED   | Bester Einzeldurchschnitt eines Spielers                    |
| HS    | Höchstserie                                                 |
|       | Bester GD des Turniers                                      |
|       | Bester ED des Turniers                                      |
|       | Beste HS des Turniers                                       |
|       | 1. Platz (Gold)                                             |
|       | 2. Platz (Silber)                                           |
|       | 3. Platz (Bronze)                                           |

| Klassement                 | Klassement                       | Klassement | Klassement | Klassement | Klassement | Klassement | Klassement |
| Platz                      | Name                             | MP         | Pkte.      | Aufn.      | GD         | BED        | HS         |
| -------------------------- | -------------------------------- | ---------- | ---------- | ---------- | ---------- | ---------- | ---------- |
| 1                          | Siegfried Spielmann (Düsseldorf) | 16:0       | 4000       | 49         | 81,63      | 500,00     | 500        |
| 2                          | Norbert Witte (Essen)            | 12:4       | 3641       | 86         | 42,33      | 100,00     | 357        |
| 3                          | Josef Bolz (Köln)                | 10:6       | 2945       | 79         | 37,27      | 71,42      | 250        |
| 4                          | Walter Zill (Gelsenkirchen)      | 10:6       | 3437       | 108        | 31,82      | 62,50      | 259        |
| 5                          | Joachim Eiter (Münster)          | 8:8        | 2978       | 136        | 21,89      | 35,71      | 240        |
| 6                          | Kurt Blaeser (Wuppertal)         | 8:6        | 3005       | 141        | 21,31      | 35,71      | 242        |
| 7                          | Willi Höhn (Elversberg)          | 4:12       | 2020       | 137        | 14,74      | 21,73      | 151        |
| 8                          | Günther Bisges (Wuppertal)       | 2:14       | 1652       | 141        | 11,71      | 15,15      | 164        |
| 9                          | Heinz-Otto Henrichs (Wuppertal)  | 2:14       | 1926       | 175        | 11,00      | 14,28      | 95         |
| Turnierdurchschnitt: 24,33 |                                  |            |            |            |            |            |            |